# 永发乡 (汤原县)
永发乡，是中华人民共和国黑龙江省佳木斯市汤原县下辖的一个乡镇级行政单位。

## 行政区划
永发乡下辖以下地区：
红丰村、红庆村、红泉村、红卫村、永发村、河发村、跃进村、裕德村、加兴村、前进村、北华村、裕新村、宏图村、朝阳村、南华村、国营良种场生活区和国营汤原县种畜场。